# Кырк-молла
Кырк-молла (туркм. Kyrk molla) — хорезмская крепость Туркменистана эпохи античности, является самым древним памятником на территории Кёнеургенчского национального историко-культурного музея-заповедника, расположенного в Дашогузском велаяте страны. В переводе с туркменского языка означает «сорок мулл».

## Описание
Возникновение крепости датируется серединой 1 тыс. до н. э., до наших дней сохранилась в виде кургана площадью около 3 га, при этом высота крепостных стен достигает 12,5 м. Расположена недалеко от мавзолея Хорезмшаха Текеша.
У подножья крепости находится священное кладбище, которое является местом паломничества местных жителей.

## Легенды
Среди туркмен Дашогузского велаята сохранилась легенда о том, что Дворец ученых (Академия хорезмшаха Мамуна) существовал в Кёнеургенче (Гургандже) вплоть до начала XIII века и был разрушен при монгольском нашествии на Хорезм. Согласно этой легенде, в давние времена Хорезмшах решил подарить учёным большой дворец, в котором трудилоь «сорок тысяч мулл» (грамотеев). Однажды, когда на Гургандж напали чужеземцы и уничтожили почти весь город, «сорок тысяч мулл» обратились с молитвой к Аллаху с просьбой о том, чтобы взор неверных захватчиков не встретился с ликами святых мужей и их учеников. Аллах услышал их молитвы, дворец ученых перевернулся вверх дном и ушёл под землю. С тех пор, место, где существовал дворец, именуется «Кырк молла» («сорок мулл»).